# Lochstein (Bergbau)

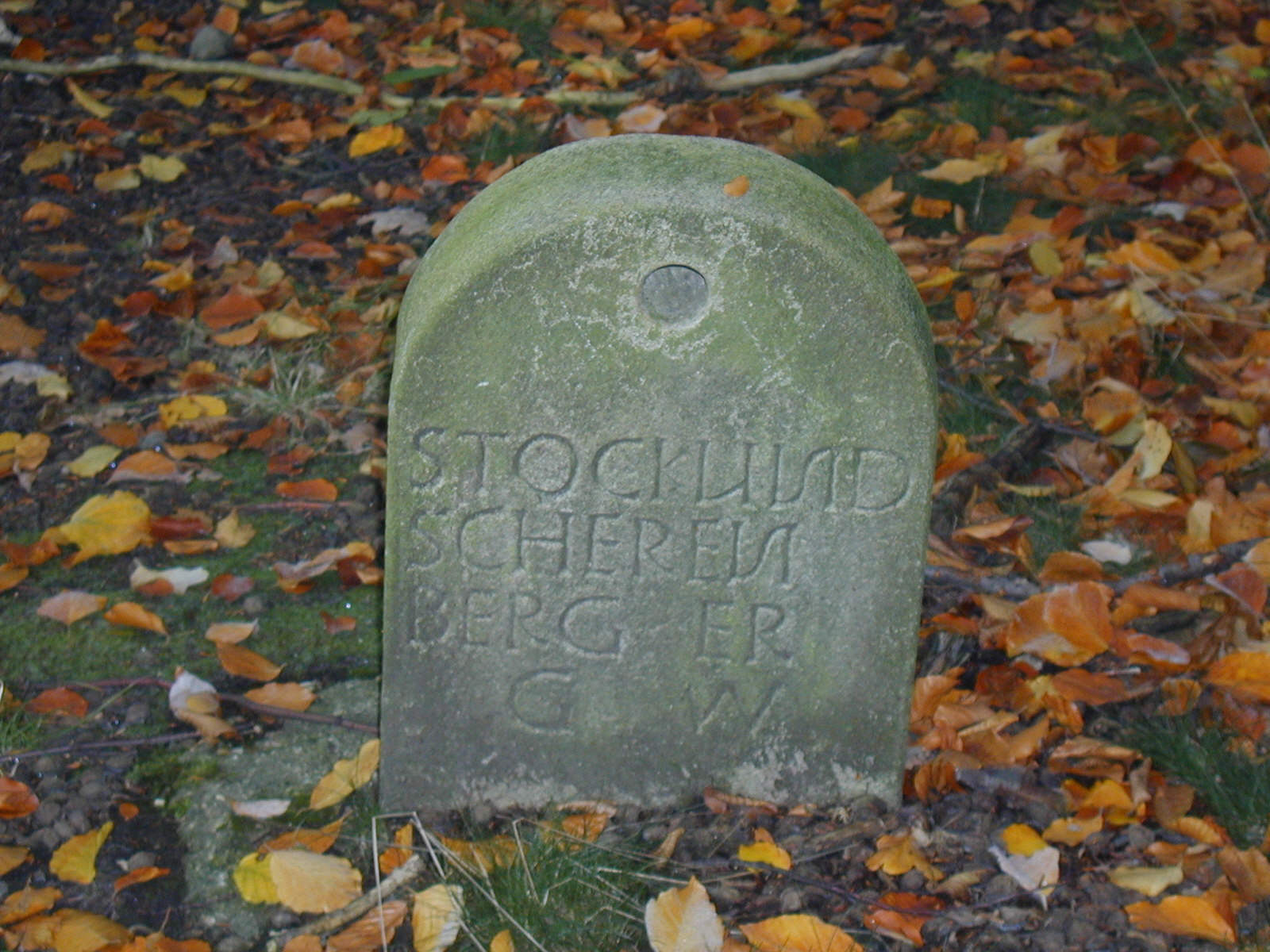
Lochstein des Stock & Scherenberger Erbstollens in Sprockhövel im südlichen Ruhrgebiet

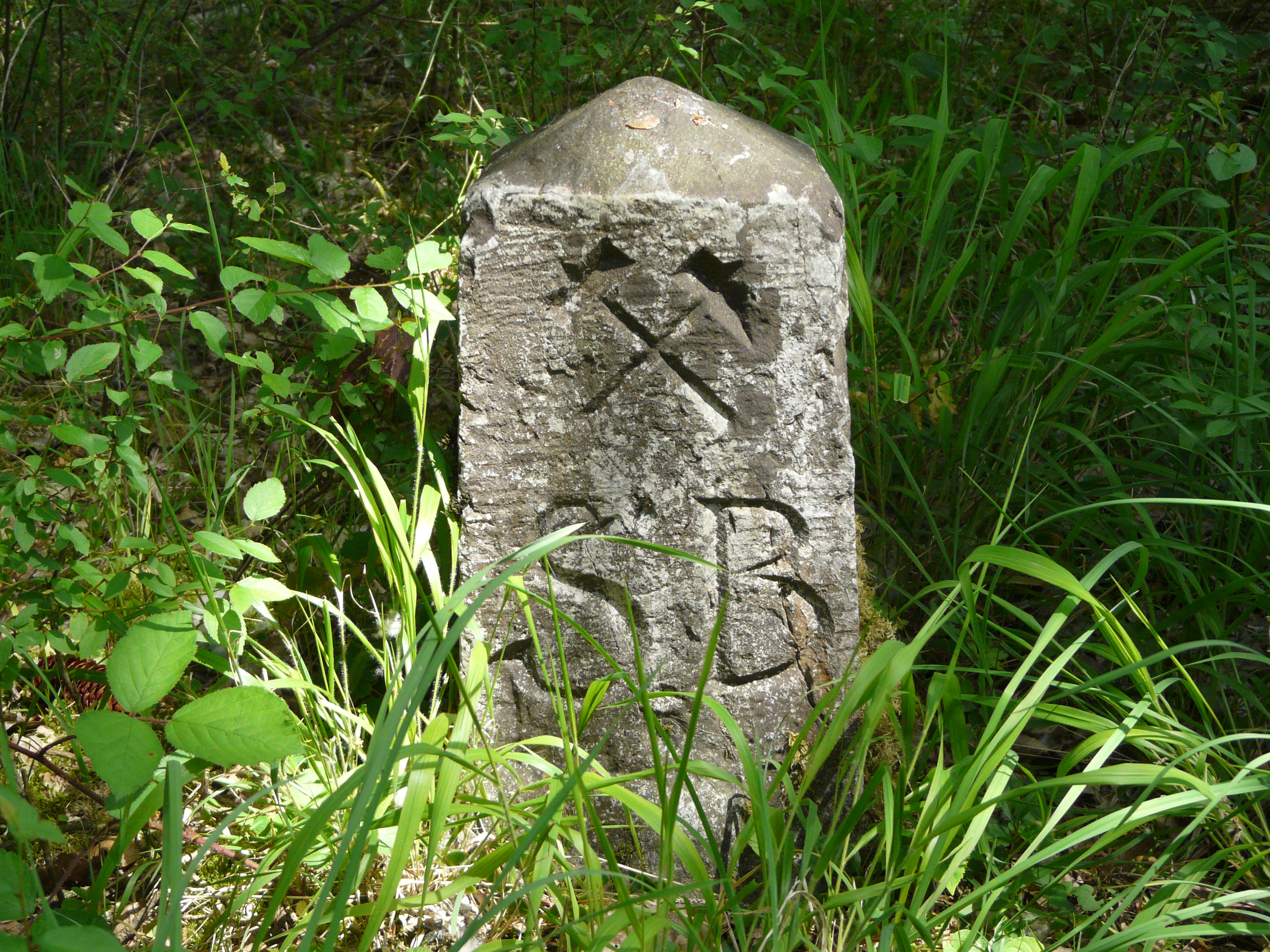
Lochstein an der Grube Fortuna mit Initialen der Fürsten zu Solms-Braunfels

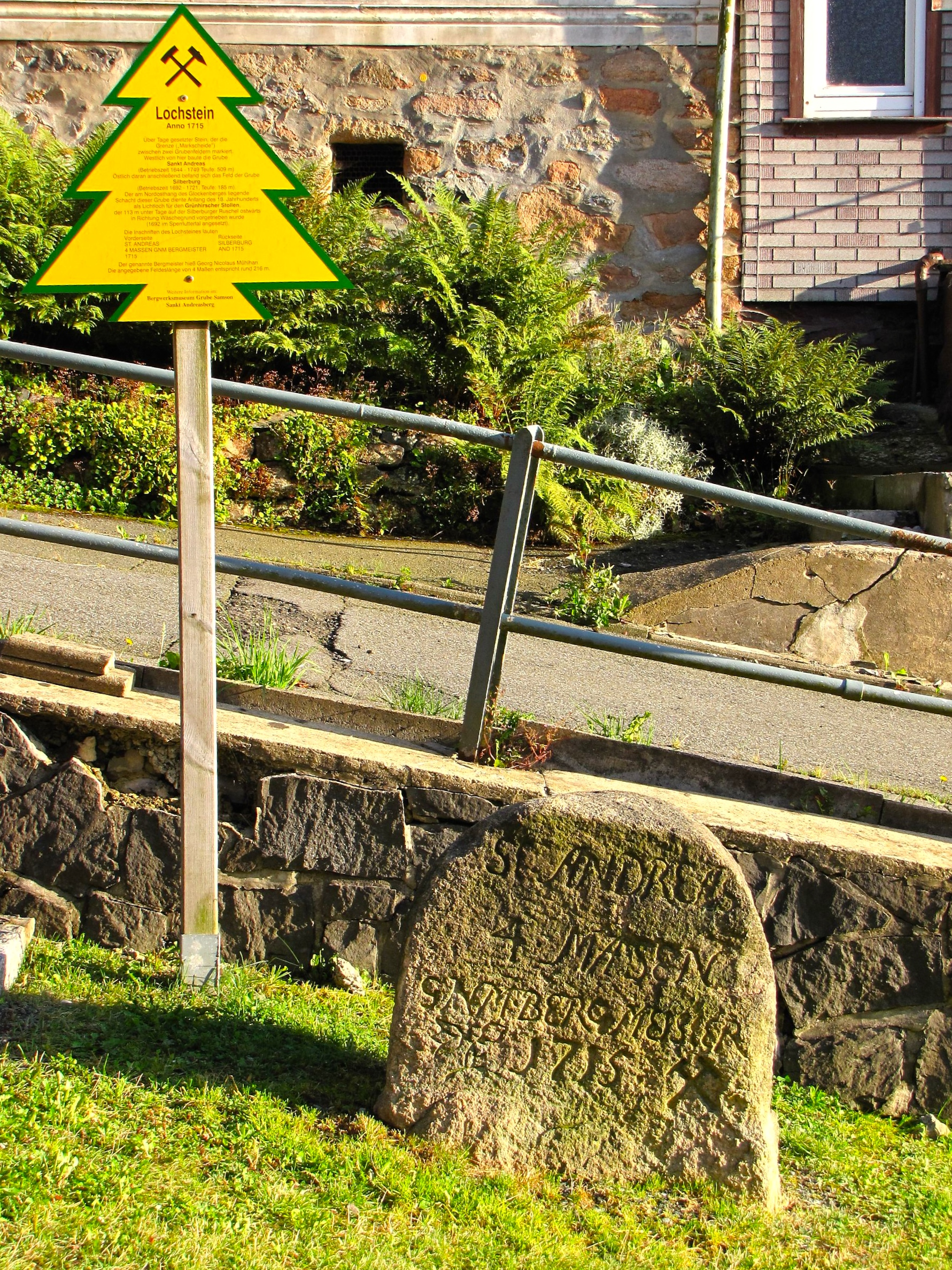
Lochstein in der Gruben Sankt Andreas und Silberburg in Sankt Andreasberg im Oberharz mit Dennert-Tanne als Informationstafel

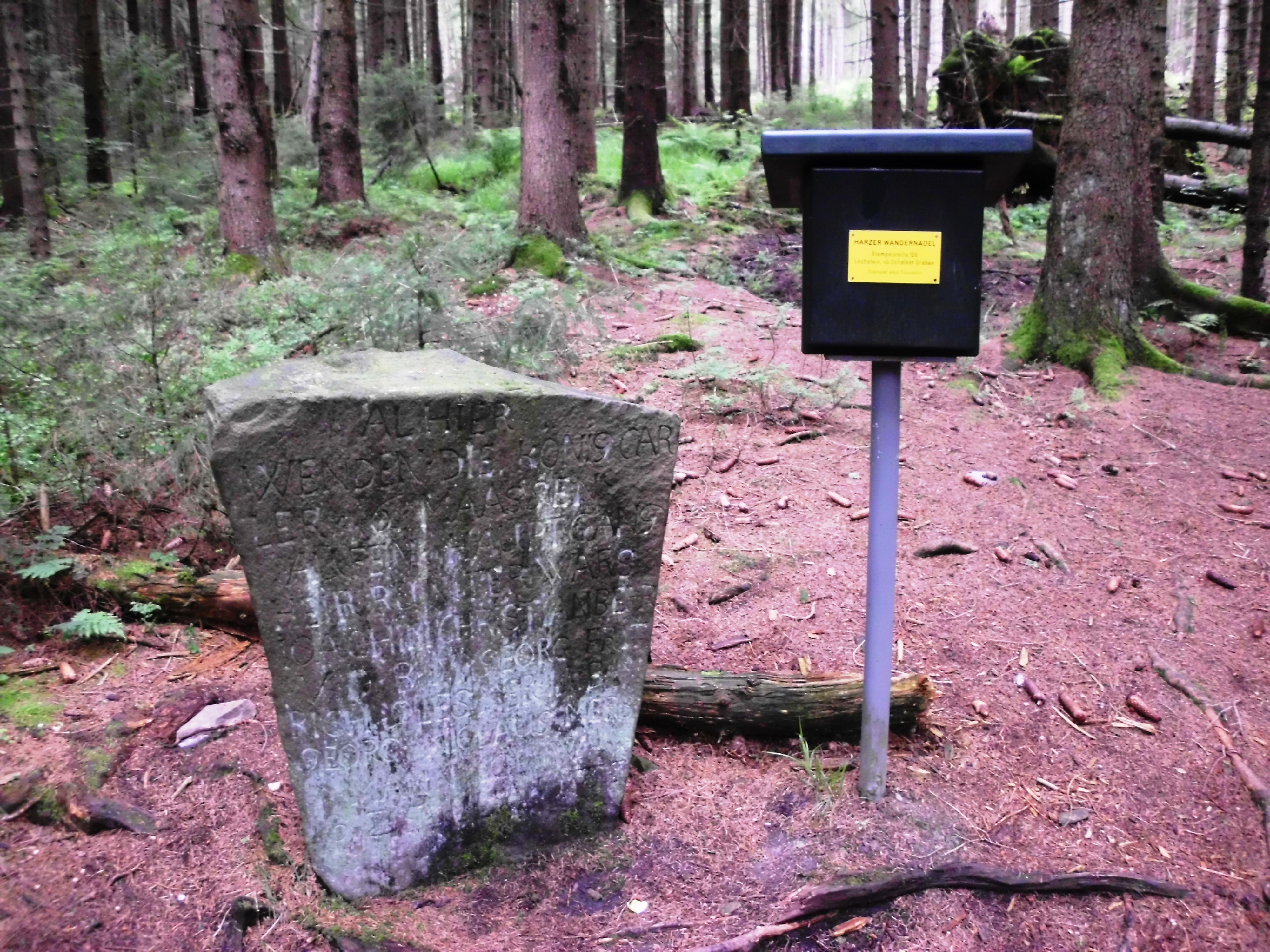
Lochstein am Oberen Schalker Graben mit Stempelstelle Nr. 126 der Harzer Wandernadel

Als Lochstein oder Schnurstein bezeichnet man im Bergbau einen Grenzstein, der die Eigentumsgrenze an einem Bergwerk markiert. Lochsteine wurden bis zum Ende des 19. Jahrhunderts oberirdisch nach einer markscheiderischen Vermessung gesetzt und zeigten an, wie weit der unterirdische Abbau gehen durfte. Sie zählen zu den letzten oberirdisch sichtbaren Zeugen eines ehemaligen Bergbaus.

## Grundlagen
Die Bezeichnung Lochstein leitet sich vermutlich von dem mittelalterlichen Begriff für einen Grenzstein ab. Die Grenzsteine waren mit einer Kerbe oder Lache versehen und wurden Lachstein genannt. Der mundartliche Begriff Lachstein wird abgeleitet von „lachen“, was so viel bedeutet wie „ein Zeichen einhauen“, somit war ein Lochstein ein mit einem Zeichen versehener Stein. Die Löcher wurden eingebracht, um die Steine von anderen herumliegenden Steinen unterscheiden zu können. Die Beschriftung der Lochsteine war je nach Bergbaurevier sehr unterschiedlich, meistens wurden sie mit dem Namen des zuständigen Schichtmeisters und des Bergmeisters sowie mit dem Namen der jeweiligen Zeche und der entsprechenden Jahreszahl versehen. Lochsteine wurden vom Bergamt über Tage an das Ende des vermessenen Grubenfeldes gesetzt. Als Lochstein wurden meistens behauene Steine verwendet, neben den Beschriftungen wurde in der Regel das bergmännische Symbol eingehauen. Im Harzer Bergbaurevier waren Lochsteine ab dem 16. Jahrhundert üblich. Diese Lochsteine wurden oftmals anstelle des Loches mit einem Kreuz markiert. Im 18. Jahrhundert wurden bis zu 1,5 Meter hohe und 0,8 Meter breite Granit- oder Grauwackemonolithe als Lochstein verwendet, welche mit umfangreichen Inschriften versehen wurden.

## Verlochsteinung
Bei Grubenfeldern, die ohne Lochsteine waren, wurde die Vermessung und anschließende Verlochsteinung ab einem Fixpunkt – dies war in der Regel der Erbschacht – getätigt. Diese Vorgehensweise war allerdings nur zulässig, wenn das Grubenfeld bereits einmal vermessen worden und im Vermeßbuch eingetragen war. Ansonsten musste sich der Markscheider oder der Bergmeister im Erbschacht an den richtigen Saalbändern im sogenannten „ganz frischen Gestein“ orientieren, dann die rechte Stunde fällen und auf dem Rundbaum eine Markierung setzen, von der aus dann die Messung getätigt wurde. Waren bei einem bereits vermessenen Feld einzelne Lochsteine entfernt oder verrückt worden, mussten diese erneuert werden. Hierfür wurde von einem Lochstein, der als richtig anerkannt wurde, die Messung und Verlochsteinung durch die erforderliche Anzahl an Lochsteinen erneut getätigt. Waren alle Lochsteine entfernt, musste so vorgegangen werden wie bei einer Erstmessung. Die Vermessung und Verlochsteinung wurde in der Regel in das Verleihbuch eingetragen. Eine besonders feierliche Vermessung und Vermarkung der Grubenfelder war das Erbbereiten, bei der das betreffende Grubenfeld zu Pferde abzureiten war.
Um die weiteren Lochsteine entsprechend auszurichten, wurde in den Anfangsjahren das Loch im oberen Teil des Lochsteins als Peilöffnung verwendet, dadurch konnte der nächste Lochstein des gleichen Feldes angepeilt und ausgerichtet werden. Nachdem bessere Möglichkeiten zur Lagebeschreibung der Lochsteine entwickelt worden waren, wurde diese Methode nicht mehr verwendet. Oftmals wurde bei der Vermessung die Messkette durch das Loch im Lochstein gezogen, um so das Grubenfeld genauer zu vermessen. Ausgehend von dem gesetzten Lochstein wurden die Grenzen vom Markscheider in gerader Linie nach Untertage übertragen, dieser Vorgang wurde als Lochstein fällen bezeichnet. Nach dem österreichischen Bergrecht wurde dieser Vorgang die Ortung in die Grube fällen genannt. Da etwa ab dem 19. Jahrhundert die Grenzen in verlässlicheren Kartenwerken verzeichnet wurden, hat man später völlig auf das Setzen von Lochsteinen verzichtet.

## Lochsteinbezeichnung
Die genaue Bezeichnung der Lochsteine war davon abhängig, an welcher Stelle des Grubenfeldes sie gesetzt wurden. Lochsteine, die an den Ecken des Grubenfeldes gesetzt wurden, bezeichnete man als Kopflochstein. Die beiden Lochsteine, die bei gevierten Feldern an den beiden längeren Seiten in einer geraden Linie einander gegenüber gesetzt wurden, bezeichnete man als Lochortstein oder auch als Ortstein. Bestanden zwischen den beiden Lochortsteinen größere Entfernungen, so wurden zur besseren Vermessung je nach Bedarf ein oder mehrere zusätzliche Lochsteine als Mittelstein gesetzt.

## Rechtliche Komponenten
Jeder Bergwerkseigentümer war nach den damaligen Berggesetzen berechtigt, eine amtliche Vermessung und Verlochsteinung seines durch die Verleihungsurkunde zugeteilten Grubenfeldes zu verlangen. Dieses Recht stand auch den Besitzern der angrenzenden Bergwerke zu. Die Vermessung und Verlochsteinung wurde unter Aufsicht der Bergbehörde im Beisein des Bergwerkseigentümers, der Besitzer der angrenzenden Bergwerke sowie der Besitzer derjenigen Grundstücke, auf denen die Lochsteine gesetzt werden mussten, vom Markscheider durchgeführt. Für die Kosten der Vermessung und Verlochsteinung musste der Antragsteller aufkommen.
Im österreichischen Bergbau musste jedes Grubenfeld spätestens nach Ablauf eines Jahres im Anschluss an die rechtskräftige Verleihung verlochsteint werden, dies geschah im Beisein aller angrenzenden Bergwerksbesitzer und Schurfunternehmer. Die Verlochsteinung musste von der Bergbehörde von Amts wegen eingeleitet werden. Bei älteren Grubenfeldern, die durch eine Freifahrung neu verliehen werden konnten, war der befahrende Bergbeamte angehalten, bei eindeutiger Rechtslage über die Eigentumsverhältnisse die Verlochsteinung unmittelbar nach Verhandlungsende über die Freifahrung vorzunehmen. Waren die Grenzzeichen eines Grubenfeldes unkenntlich geworden, so war jeder Grubenbesitzer berechtigt, bei der Bergbehörde die Erneuerung der Grenzzeichen zu beantragen.